# Ichikikushikino
Ichikikushikino (jap. いちき串木野市 Ichikikushikino-shi) – miasto w Japonii, w prefekturze Kagoshima, na wyspie Kiusiu.

## Historia
Miasto Ichikikushikino powstało 11 października 2005 roku w wyniku połączenia miasta Kushikino i miasteczka Ichiki (z powiatu Hioki).

## Populacja
Zmiany w populacji Ichikikushikino w latach 1950–2015:

## Miasta partnerskie
- Salinas